# 日越村
日越村（ひごしむら）は、かつて新潟県三島郡にあった村。

## 沿革
- 1889年（明治22年）4月1日 - 町村制施行に伴い三島郡宝池村、堺村、矢島新田、原新田、峰新田、喜多村、石動村、富安村、福山村、北才津村、上除村、古志郡雨池村・前野村古新田、五本柳村古新田、高瀬村、高瀬作十郎古新田が合併し、日越村が発足。
- 1954年（昭和29年）11月1日 - 長岡市に編入され消滅。